# WKM-B (ametralladora)
Zakłady Mechaniczne "Tarnów"  presenta la ametralladora WKM-B; después de la admisión de Polonia en la OTAN.
Esta arma, que no es más que una variante de la NSV soviética; tiene una cadencia de disparo algo mayor que su predecesora y está calibrada para emplear el cartucho 12,7 x 99 OTAN en lugar del 12,7 x 108, siendo construida y diseñada en Tarnów, Polonia.

## Desarrollo
El 12 de marzo de 1999, Polonia fue admitida en la OTAN. La gran cantidad de problemas surgidos alrededor de las modificaciones de las armas en servicio del Ejército de Polonia para hacer uso de las municiones estándar de la OTAN fue algo casi como una ocurrencia: se recalibraron todas las armas en los inventarios a los calibres de los cartuchos empleados por la OTAN. La decisión de desarrollar nuevas armas, entre ellas una ametralladora pesada, se tomó al año siguiente. La construcción se basó en el diseño de la exitosa ametralladora NSV, pero en vez del cartucho 12,7 x 108 usaría el cartucho de la Browning M2, el 12,7 x 99 OTAN.

## Variantes
- WKM-B

Variante no portátil para la infantería, instalable en afustes.  Es el armamento principal del vehículo de ingenieros WZT-4.
- WKM-Bz

Variante no portátil para la infantería, instalable en afustes antiaéreos.

## Galería

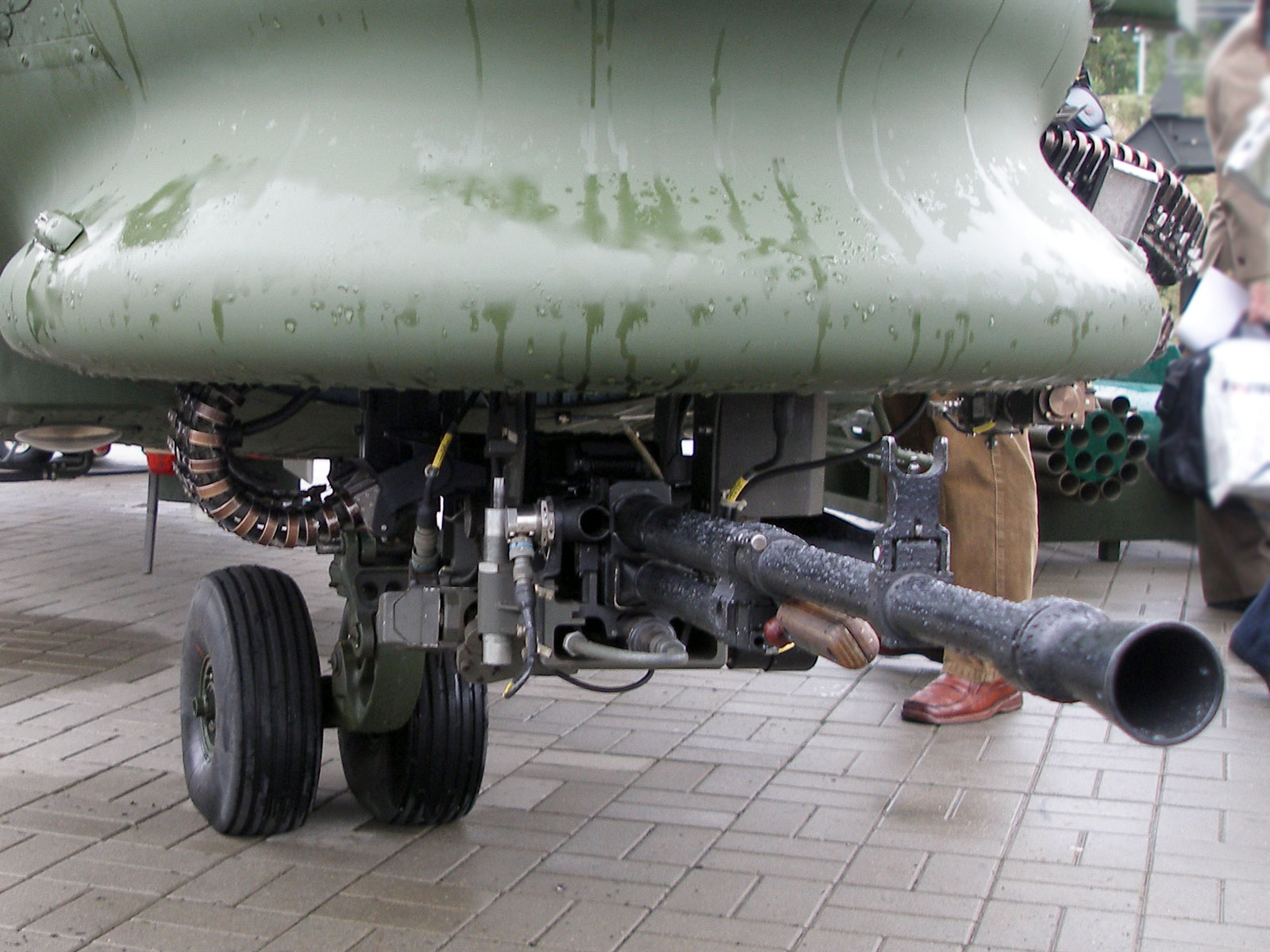
Una WKM-B montada bajo el morro de un Głuszec.
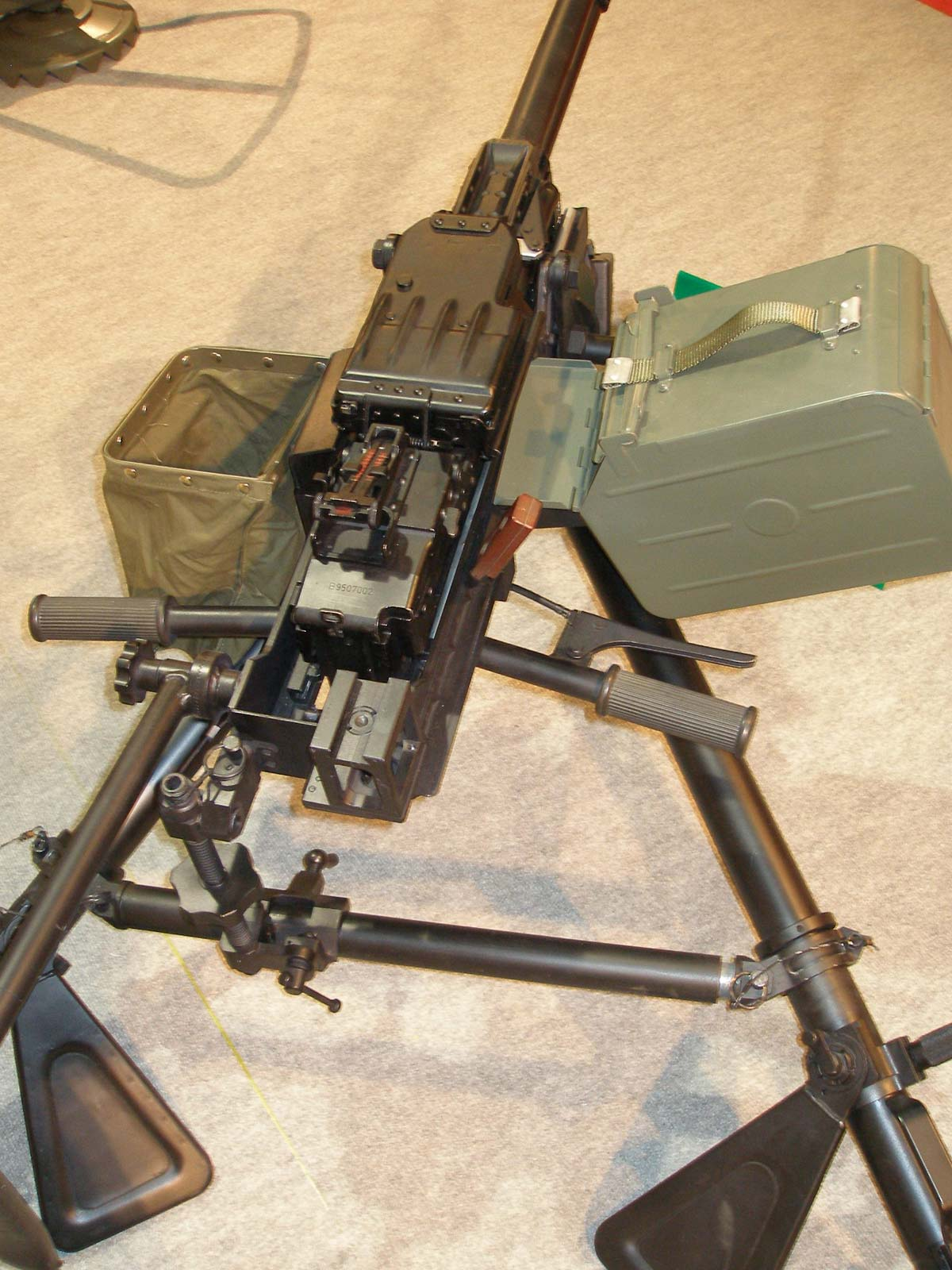
Vista posterior de una WKM-B montada sobre su trípode.
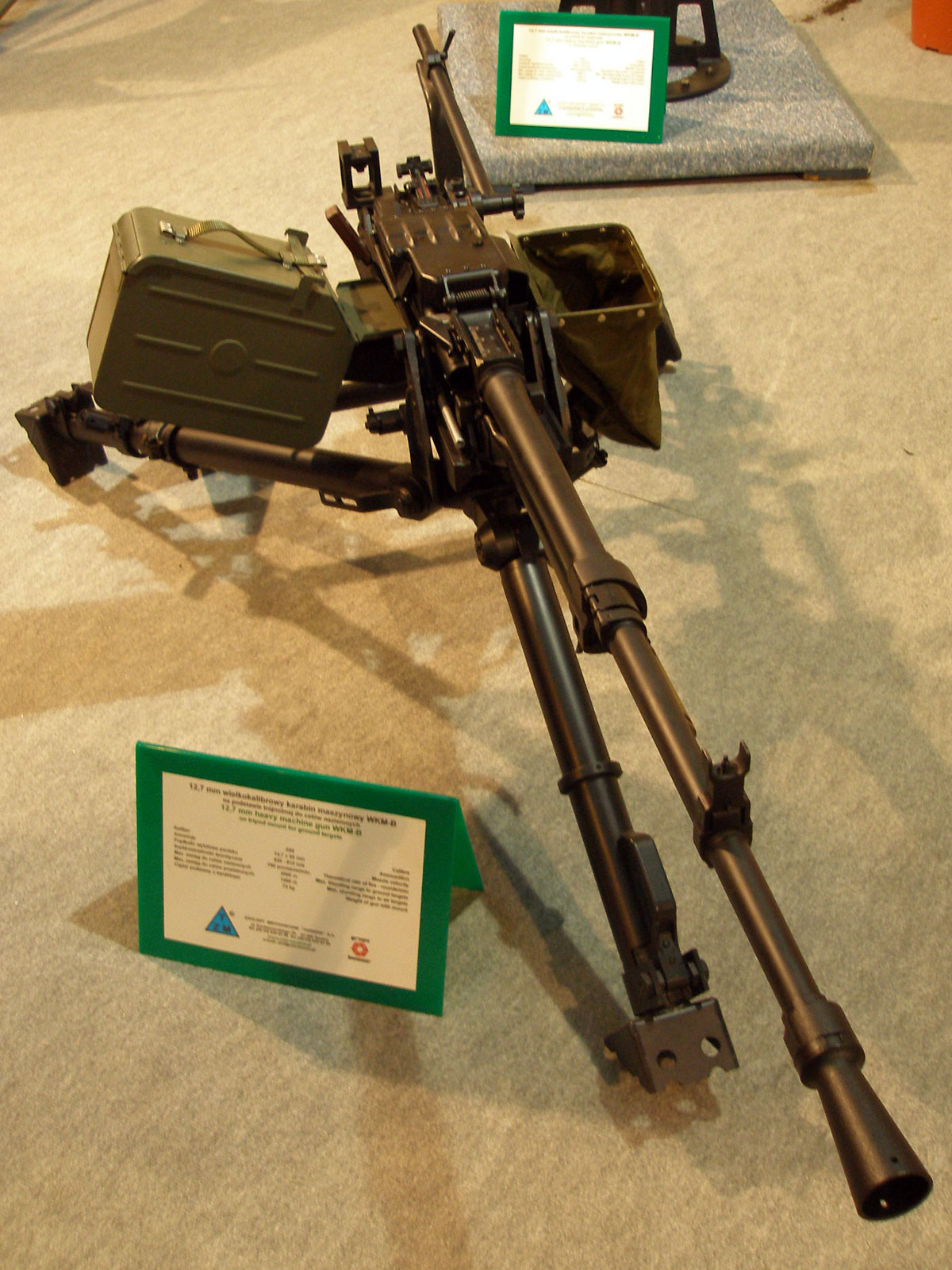
Vista frontal.